# 沈日新
沈日新（1905年11月22日—2007年2月8日），银行家，中华人民共和国金融界耆宿。原名沈鸿逵，字日新，以字行，浙江宁波人。

## 早年
1905年11月22日，沈日新出生于浙江宁波府镇海县（今宁波市镇海区），有兄妹10人，排行第三。父亲为绸缎商人。小时学习优异，高小毕业时考取全校第一。但不久后父亲生意失败，家道中落，被迫辍学。

## 北方银行业
沈日新15岁时经经堂兄沈友赓介绍，北上河北张家口，在边业银行充当练习生。不就奉调入中国劝业银行。不久后又经人推荐入西北银行当办事员，因业绩优异，提升为西北银行甘肃分行会计主任。1927年冬，升任西北银行总稽核。不久后，兼任西北银行陕西分行行长。1935年，入职河北省银行。1937年，日军攻占河北，沈日新辞职。应邀出任天津市民银行经理。同时被大中银行聘请为天津分行副经理，旋即升职为经理。

## 上海银行业
1941年，南下上海发展，独资创设存诚钱庄。1943年，被推举为上海钱业公会理事。1946年，被推举为上海钱业公会理事长，1948年获选连任。

## 中华人民共和国成立后
1949年8月初，上海银行业公会、钱业公会、信托业公会这三大金融公会合并，组成新的上海金融业同业工会，沈日新被任命为任副主任委员，并兼任劳资协商委员会主任。
1952年，公私合营开始，同年12月，上海公私合营银行成立，沈日新被任命为总管理处副总经理。此后，在上海，沈日新先后被选为上海市人民代表大会代表，上海市政协委员，上海市政协财政委员会委员，上海市政协经济委员会委员等人大政协职务。
1959年，沈日新奉调北上北京，入中国人民银行总行，先后出任中国央行储蓄局副局长、工商信贷管理局副局长等职务。此后，在北京，沈日新先后被选举为中国人民政治协商会议第五、六、七届委员，第六和第七届全国政协经济委员会委员、财政组副组长。沈日新曾担任中国民主建国会（简称“民建”）中央委员和中央咨询会议委员。沈日新曾在中国人民银行参事室任职长达40余年，并以95高龄被任命为参事室主任。
2007年2月8日，沈日新因病在北京逝世，享年102岁。

## 著作
- 《中华民国货币史资料》（参与编撰）
- 《中国清代外债史资料》（参与编撰）